# Charles Esmond de Wolff
Charles Esmond de Wolff, britanski general, * 25. november 1893, † 12. oktober 1986.